# Душитель из Истбаунда
Душитель из Истбаунда (англ. Eastbound Strangler) — неопознанный американский серийный убийца, ответственный за убийство четырёх девушек, совершённые осенью 2006 года. За поимку убийцы полиция обещала вознаграждение в виде 25.000 долларов, но награда осталась невостребованной. Преступник так же имеет прозвище Убийца из Атлантик-Сити (англ. Atlantic City Serial Killer).

## Убийства
За короткий промежуток времени осени в 2006 году в городе Атлантик сити, в штате Нью-Джерси пропали 4 девушки. Их обнажённые тела нашли в траншее водосточных труб 20 ноября 2006 года. Жертвы преступника были проститутками. Убийца задушил их и скидывал трупы в ручьи. Жертвы Истбаундского Душителя:
- Барбара Брэйдор — была проституткой, которая бесследно исчезла в октябре 2006 года. Она считалась пропавшей без вести в течение двух или четырёх недель вплоть до нахождения её тела. Её нашли мёртвой и изуродованной со следами удушения.
- Молли Дилтс (20 лет) — уроженка штата Пенсильвания пропала без вести через 2 недели после исчезновения Барбары Брэйдор. Её тело нашли обнажённым со следами удушения в разлагающемся виде. Но она не была проституткой, хотя со слов свидетелей стало известно, что она подрабатывала проституткой, однако информация не была подтверждена.
- Ким Раффо (35 лет) — из Бруклина пропала без вести в ноябре 2006 года. Её нашли обнажённой и задушенной. На её шее была затянута удавка. Криминалисты обнаружили сходство в трёх убийствах.
- Трэйси Робертс (23 года) — эротическая балерина исчезла в ноябре 2006 года. Перед пропажей она продавала наркотики. Вскоре её тело нашёл местный мужчина. Её тело обнаружили обнажённой со следами удушения. Эксперты установили, что она стала четвёртой и последней жертвой преступника. После смерти Трэйси Робертс убийства прекратились.

## Подозреваемые
Лонг-айлендский серийный убийца — неопознанный маньяк, совершивший убийства 10 и более девушек в период с 1996 по 2010—2011 годы. Его жертвы так же были проститутками. Убийца душил, затем расчленял их тела и раскидывал их останки в разных частях города. Следствие предполагало, что он мог быть причастен к убийствам Душителя из Истбаунда, однако схожий почерк в сериях убийств так и не был найден.
Вторым и последним подозреваемым являлся Чарльз Коулс, ранее судимый за продажу наркотиков. Он был знаком с Ким Раффо (жертвой преступника). Его допросили, но он отрицал свою вину в убийстве девушки. Его также проверили на причастность к остальным трём убийствам, но его вина также не была доказана.